# Die Funkhausgruppe
Die Funkhausgruppe est un groupe allemand de synthpop, actif dans les années 2010, qui se composait des groupes Die Perlen, Hertzinfarkt, Sonnenbrandt et Welle: Erdball.

## Histoire
Les premières fondations du groupe Funkhaus sont posées en 2007 lors de la Hörerclubtreffen, la réunion officielle du fan-club de Welle: Erdball, à laquelle les quatre groupes sont présents. Avec la chanson Allein im Funkhaus, une première chanson de cette coopération sort en 2009 sur un EP du groupe Die Perlen. Le premier album, Mono-Poly, sort le 24 juin 2011 sur le label SPV Synthetic Symphony. Il s'ensuit un classement à la 14e place des charts alternatifs allemands.
Le 17 juillet 2011, sur le mainstage de l'Amphi Festival, a lieu la première et unique représentation live, lors de laquelle les douze membres des groupes formant le Funkhausgruppe se produisent ensemble sur scène. Outre leurs propres chansons, le répertoire comprenait également des reprises comme Sweet Dreams ou Wir trauen uns was.

## Style musical
Le style musical de Funkhausgruppe peut être décrite comme un son influencé par la culture de la Neue Deutsche Welle avec des textes en allemand. Le groupe est composé des douze membres des groupes participants, qui participent également presque tous au projet en tant que chanteurs.
C'est surtout la chanson Die Physiker, qui rappelle Kraftwerk et qui est publiée sous la forme d'un clip en février 2011, qui devient célèbre. Selon Honey, membre du groupe Welle: Erdball, elle est basée sur la pièce de théâtre homonyme de Friedrich Dürrenmatt. 

## Discographie

### Albums studio
- 2011: Mono-Poly

### Clips
- 2011: Die Physiker